# にゃんたん
にゃんたんは、ポプラ社から出版されている児童書、ゲームブックシリーズ。また、その主人公の名前。

## 概要
にゃんたんシリーズは、岡田日出子（絵・構成）、巻左千夫（構成）によって書かれている。ゲームブックのほか、なぞなぞや迷路などがある。
ゲームブックシリーズでは、児童書ゆえに難しい計算やアドベンチャーシートなどは必要ない。ただし、作品によっては入手したアイテムの数などをメモしておく必要がある場合もある。また、選択肢以外でもクイズ、パズル、迷路などの結果によっても展開が分岐する。間違った選択肢を選んでしまったりパズルを間違えたりすると「ゲームしゅうりょう」となるが、若干展開が戻って再開できるようになっている。「まかい大ぼうけん」は独自のシステムを採用しているため、安易な再開はできなくなっており、難易度が高い。
2020年7月より一部作品の電子書籍版が販売されている。

## 主な登場人物
にゃんたん
主人公である猫の少年。冒険好きでやんちゃな性格。相棒のチョンぼうとともにさまざまな冒険を繰り広げる。
シリーズが有名で結構顔を知られているらしく、旅の途中で初対面の人に「君たちのことは知っている」と言われたり、閻魔大王から依頼されたりする。ただ逆に、そのせいで悪者に目をつけられることも。
隣に引っ越してきて仲良しになったミーコのことが好きらしく、チョンぼうが抱き着いたりすると激怒する。
チョンぼう
「にゃんたんのゲームブック」にて、ポッポ姫の家来として初登場。最初は姫ともども悪者にゲームの世界に閉じ込められていたところをにゃんたんに助けられ、仲間に。以降はにゃんたんのパートナーとして様々な冒険を共にすることになる。エセ関西弁でしゃべる。よくにゃんたんの家の机の引出しから現れるが、時にはトイレなどとんでもないところから現れることも。にゃんたんをサポートするが、お調子者な性格の所為でトラブルを招く事もしばしば。「グーチョキパー！」という呪文を唱えることで帽子についた花から光線を出し、道具を合体させたり形状を変化させるという能力を持つ。なお、花は「なぞなぞ金のりんご」ではディオニュソスに取られた。帽子は水などの液体を入れても水漏れせず、劇中ではバケツや洗面器としての役割も持つ。体が無く頭から手足が生えたような姿で、頭にはカールした髪の毛が一本だけ生えている。ミーコのことが好き。
閻魔大王
「どきどきようかいたいじ」にて初登場。にゃんたんの家のトイレから繋がる地獄にてお化けや妖怪達の管理をしている。にゃんたんの腕を見込んで悪い妖怪や魔王の退治を依頼する。「かいけつゾロリ」シリーズにも登場する。
ミーコ
「わくわくしんでんのひほう」にて初登場。にゃんたんの隣に引っ越してきた猫の女の子。にゃんたん達と共に冒険することもある。にゃんたんより頭身が高く人に近い体で、やや大人びている。にゃんたんとすぐ仲良しになったらしく、引っ越して間もなく家に出入りするようになっている。

## タイトル一覧

### 巻左千夫/作 岡田日出子/絵
1. にゃんたんのなぞ?なぞ?
2. にゃんたんのめいろめいろ
3. にゃんたんのきょうりゅうあそび
4. にゃんたんのゲームブック
5. どきどきようかいたいじ にゃんたんのゲームブック（テーマは古今東西の妖怪）
6. なぞなぞまほうがっせん にゃんたんのゲームブック
7. はらはらようかいハウス にゃんたんのゲームブック
8. おにぎり山のかまめし大王 にゃんたんのゲームブック（テーマは食べ物）
9. ドッキリ!かいじゅうじま にゃんたんのゲームブック（テーマは怪獣）
10. わくわくしんでんのひほう にゃんたんのゲームブック（テーマは宝探し）
11. びっくり!ウルトラ大まじゅつ にゃんたんのゲームブック
12. にゃんたんのウルトラスーパーゲーム （大型本）
13. まかい大ぼうけん にゃんたんのゲームブック
14. わーいメルヘンランド にゃんたんのゲームブック（古今東西の御伽噺がモチーフ）
15. なぞのめいろ王国 にゃんたんのゲームブック

### 岡田日出子/絵作
1. にゃんたんのようかいむらへようこそ!（大型本）
2. にゃんたんのタイムマシン大ぼうけん（大型本）
3. にゃんたんのびっくりドアあけゲーム（大型本）
4. ゾクゾクッようかいやしき にゃんたんのゲームブック（テーマは日本古来の妖怪）
5. きっかい!ロボット島 にゃんたんのゲームブック（カンブリア紀、石炭期、デボン紀、ペルム紀、新生代がモチーフ）
6. たいけつ!ヤマタノオロチ にゃんたんのゲームブック（日本神話がモチーフ。主人公はにゃんたんとチョン坊の先祖）
7. なぞなぞアラビアンナイト にゃんたんのゲームブック（アラビアンナイトがモチーフ）
8. せんじゅつ山大けっせん にゃんたんのゲームブック（西遊記がモチーフ）
9. なぞなぞ魔法のくすり にゃんたんのゲームブック（ギリシャ神話がモチーフ）
10. びっくり!ドッキリ!宝さがし にゃんたんのゲームブック（竹取物語がモチーフ）
11. 宇宙なぞなぞ大ぼうけん にゃんたんのゲームブック(びっくり!ドッキリ!宝さがしの続編。テーマは自然環境)
12. なぞのミイラ神殿 にゃんたんのゲームブック（エジプト神話がモチーフ）
13. なぞなぞ金のりんご にゃんたんのゲームブック（パリスの審判がモチーフ）ISBN 978-4591055373